# Estação São Luís
A Estação São Luís é uma das estações do Metrô de Porto Alegre, situada em Canoas, entre a Estação Mathias Velho e a Estação Petrobrás. Faz parte da Linha 1.
Foi inaugurada em 2 de março de 1985. Localiza-se no cruzamento da Avenida Guilherme Schell com a Rua Senador Salgado Filho. Atende os bairros de São José e São Luís.

## Localização
A estação recebeu esse nome por estar situada no bairro de São Luís.
Em suas imediações se localiza o Campus Canoas da Universidade Luterana do Brasil (ULBRA), uma universidade privada que oferece diversos cursos de graduação e de pós-graduação, além da Subestação Cidade Industrial da Companhia Estadual de Energia Elétrica (CEEE), modernizada em 2013.